# Клейнштейн, Зельман
Зельман Клейнштейн (лат. Zalamans Kleinsteins; около 1912, Даугавпилс — ?) — аргентинский, ранее палестинский, шахматист.
В составе сборной британской подмандатной Палестины участник 8-й Олимпиады (1939) в Буэнос-Айресе. После начала Второй мировой войны остался в Аргентине.